# Himalayaberghoen
Het Himalayaberghoen (wetenschappelijke naam: Tetraogallus himalayensis) is een soort Fazantachtige Hoendervogel uit het geslacht Tetraogallus. De soort komt van nature voor in de Himalaya en Pamir, gebergtes in het zuiden en midden van Azië.

## Kenmerken
Het Himalayaberghoen is een grote Patrijsachtige Vogel, die tussen de 54 en 72 cm lang kan worden. De tekening op de kop lijkt op die van de kleinere Aziatische Steenpatrijs (Alectoris chukar). De bovenkant van de kop, nek en bovenkant van de borst zijn lichtgrijs. De ogen en hals zijn wit met een kastanjebruine band eromheen. De bovenkant van de romp is ook grijs en de vleugels zijn bruinig. De zijkanten van de Vogels zijn zwart, wit en bruin gestreept. De onderkant van de borst wordt donkerder, de onderkant van de staart is wit. De poten en huid rond de ogen zijn geel.
Er is geen verschil in de tekening van de vrouwtjes en mannetjes, maar de vrouwtjes blijven kleiner.

## Voorkomen
Het Himalayaberghoen leeft op het Tibetaans Plateau en in de Himalaya, Kunlun, Tiensjan en Pamir. In het noordoosten overlapt dit verspreidingsgebied met dat van het kleinere Tibetaans Berghoen (Tetraogallus tibetanus). Het Himalayaberghoen komt 's zomers voor op alpenweiden en rotspartijen tussen de 4000 en 5000 m hoogte. In de winter dalen de Dieren af tot rond de 2500-3000 m. Het Dier komt algemeen voor en wordt niet bedreigd.
Begin jaren 60 van de 20e eeuw zijn Himalayaberghoenen voor de jacht uitgezet in de Amerikaanse staat Nevada. De geïntroduceerde populatie heeft zich staande weten te houden in de Ruby Mountains.

## Levenswijze
Het Himalayaberghoen leeft buiten het broedseizoen in kleine groepen, zodat ze predators sneller kunnen opmerken. Op dezelfde helling kunnen verschillende zulke groepen leven. Ze leven van grassen, zaden, bessen en kleine twijgjes, daaronder bessen van Ephedra en twijgjes van Artemisia. De belangrijkste natuurlijke vijand is de Steenarend.
Himalayaberghoenen zijn te herkennen aan een schelle alarmroep bestaande uit drie omhoog gaande tonen. 's Morgens vliegen de Vogels naar water onderaan de helling waarop ze wonen om te drinken, om in de loop van de dag langzaam omhoog te foerageren.
In de Himalaya is het broedseizoen tussen april en juni. Tijdens de balts beweegt het mannetje de kop naar beneden, spreidt het de vleugels uit en zet het de veren ietwat op. Daarna gaat hij snel heen en weer rennen voor het vrouwtje. Als nest wordt een plek onder een struik of steen gezocht, liefst boven een steile klif. Per nest kunnen 5 tot 12 eieren gelegd worden. De eieren zijn olijf tot bruinig van kleur, met donkere, rossige stippen. Alleen het vrouwtje broedt, maar het mannetje blijft bij het vrouwtje en houdt de wacht in de omgeving van het nest. De eieren komen na ongeveer 28 dagen uit.

## Taxonomie
De soort werd samen met het verwante Kaukasisch berghoen (Tetraogallus caucasicus) beschreven door de Engelse ornitholoog George Robert Gray, op grond van een geprepareerd exemplaar dat de Britse consul in Tabriz aan de Zoological Society of London had gestuurd en vergelijkingen daarvan met tekeningen van Sir William Jardine en Prideaux John Selby. Gray kon aannemelijk maken dat sprake was van twee verschillende, verwante soorten.
Er worden zes ondersoorten onderscheiden:
- T. h. sauricus: Tarbagataj-gebergte
- T. h. sewerzowi: Tiensjan-gebergte.
- T. h. incognitus: Zuid-Tadzjikistan en Noord-Afghanistan.
- T. h. himalayensis: van oostelijk Afghanistan tot noordwestelijk India en westelijk Nepal.
- T. h. grombczewskii: zuidelijk Xinjiang en noordelijk Tibet.
- T. h. koslowi: zuidwestelijk Xinjiang, noordelijk Qinghai en zuidwestelijk Gansu.